# Kunfalvy Ákos
Kunfalvy Ákos (Budapest, 1970. október 24. –) Versei publikálásakor előszeretettel használja a gecsei Kunfalvy Ákos nevet. Hétszeres országos bajnok, egyszeres ezüstérmes tőrvívó, költő, író, szövegíró, előadó.

## Pályafutása
Aktív sportolóként tőrvívásban csapatban hatszor volt országos bajnok, rész vett az 1997-es tőrvívó-Európa-bajnokságon és főiskolai világbajnokságon is. Építésztechnikusi végzettsége van. Költőként és íróként számos helyen publikált. A Drogmentes Magyarországért Maraton elindításáért és megalapításáért 2008-ban megkapta a Szcientológusok Nemzetközi Szövetsége (IAS) Szabadság díját. Az aktív sportolói pályafutása befejezését követően sem hagyott fel a sporttal, a Maratonon maga is sokszor futott, 2014-ben szerezte meg hetedik, immár veterán egyéni országos bajnoki címét egyéni tőrvívásban.
2000-ben jelent meg "Készen kapott félig kész világ" című verses zenés CD-je, a Kossuth Díjas Baranyi Ferenc költővel, amelyen Sztankay István és Hernádi Judit működik közre. 
Verseit az Argo kultuszfilm Psychojaként népszerűvé vált és fiatalon, tragikusan elhunyt Bicskey Lukács színész szavalja egy önálló szerzői lemezen, amely már nem jelenhetett meg.
2023-ban társ-producere a "The session man" című dokumentum filmnek, amely Nicky Hopkins életét mutatja be, akit a 70-es és 80-as évek legjobb session zenészének tartottak és olyan muzsikusokkal, együttesekkel dolgozott együtt mint a Rolling Stones, the Kinks, the Who, the Beatles, the Steve Miller Band, Jefferson Airplane, Rod Stewart, George Harrison, John Lennon, Paul McCartney, Ringo Starr, The Hollies, Cat Stevens, Carly Simon, Harry Nilsson, Joe Walsh, Peter Frampton, Jerry Garcia, Jeff Beck, Joe Cocker, Art Garfunkel, Badfinger, Graham Parker, Gary Moore and Donovan. 

## Megjelent könyvei
- Meztelenül. Kunfalvy Ákos versei; Négy Torony Művészeti Társulat, Bp., 1998[5]
- Teremtsd a jövőt. Kunfalvy Ákos versei; Négy Torony Művészeti Társulat, Bp., 1999
- Készen kapott félig kész világ CD (Hernádi-Sztankay-Baranyi-Kunfalvy)
- Gecsei Kunfalvy Ákos versei / Poems of Ákos Gecsei Kunfalvy; angolra ford. Sarkadi Zsolt; Sarkadi Zsolt, Győr, 2014